# Salvador Martínez Pérez
Salvador Martínez Pérez (* 26. Februar 1933 in Abasolo; † 2. Januar 2019 in Irapuato) war ein mexikanischer Geistlicher und römisch-katholischer Bischof von Huejutla.

## Leben
Salvador Martínez Pérez empfing am 2. April 1960 die Priesterweihe.
Papst Johannes Paul II. ernannte ihn am 24. Juni 1994 zum Bischof von Huejutla. Der Apostolische Nuntius in Mexiko, Girolamo Prigione, spendete ihm am 26. Juli desselben Jahres die Bischofsweihe; Mitkonsekratoren waren Rosendo Huesca Pacheco, Erzbischof von Puebla de los Ángeles, und Ricardo Guízar Díaz, Bischof von Atlacomulco.
Am 12. März 2009 nahm Papst Benedikt XVI. sein aus Altersgründen vorgebrachtes Rücktrittsgesuch an.